# Кротенко, Юрий Петрович
Юрий Петрович Кротенко (род. 22 апреля 1930; Подвысокое — 26 сентября 2010; под Рузой, Московская область) — советский актёр театра, кино и дубляжа, кинорежиссёр.

## Биография
Юрий Петрович Кротенко родился 22 апреля 1930 года в селе Подвысокое в многодетной семье матери, которая являлась домашней хозяйкой, и отца, который был офицером Красной армии и участвовал в Великой Отечественной войне. Также числился членом ВКП(б).
Из-за службы отца Юрий Кротенко вместе с семьёй переехал в Киев. С 1938 года учился в восьмой железнодорожной школе, учёба в которой была прервана Великой Отечественной войной, после чего вся семье была эвакуирована в Ачинск. В 1944 году семья вернулась в Киев, а через год уехала в Тамбов, и снова по причине службы отца.
В 1948 году Кротенко получил аттестат о среднем образовании и серебряной медали. Для дальнейшего обучения отправился в столицу, где в первый же день поступил на актёрский факультет ВГИКа. Проходил обучение у Сергея Аполлинариевича Герасимова и Тамары Фёдоровны Макаровой, а в 1953 году Кротенко получил диплом об актёрском образовании.
Много играл театральных ролей в различных театрах и фильмах. Занимался озвучиванием и являлся кинорежиссёром. Когда Кротенко перешёл в режиссуру, то окончил режиссёрские курсы при Государственном комитете по телевидению и радиовещанию. Изначально Кротенко начал работать в литературно-драматической редакции Центрального телевидения. Был режиссёром нескольких серий телевизионного многосерийного фильма «Следствие ведут ЗнаТоКи» (дела № 7, № 8, № 10, № 19) и многих других работ. Также киновед Алексей Тремасов поведал о том, что поставленные им телеспектакли вошли в золотой фонд отечественного телевидения.
Также одна из его работ подверглась критике, после которой Кротенко перенёс микроинфаркт и, выйдя из больницы, завершил свою актёрскую и режиссёрскую деятельность. Вышел на пенсию, он жил личной жизнью.
Скончался 26 сентября 2010 года в дачном доме под Рузой Московской области. Упокоился в Умани Черкасской области рядом с родителями.

## Личная жизнь
- Был женат на Ольге Александровне Маркиной, артистке. Расстались после двенадцати лет совместной жизни. В браке родился сын Пётр Кротенко, который впоследствии стал известным кинорежиссёром и постановщиком ряда телесериалов[2].

## Творчество

### Фильмография

#### Актёрские работы
- 1954 — «Богатырь» идёт в Марто — Архаров
- 1955 — Костёр бессмертия — Пти-Жан
- 1956 — Моя дочь — Костя
- 1957 — Ленинградская симфония — Соловьёв
- 1957 — Цель его жизни — Женя Белкин
- 1958 — Жених с того света (короткометражка) — врач (нет в титрах)
- 1958 — Сержанты / Serzhanty — Зайцев
- 1958 — Человек с планеты Земля — Игнат Циолковский

#### Дубляж
- 1956 — Война и мир — Петя Ростов
- 1956 — Если бы парни всего мира… — Бендж
- 1959 — Утренняя роса — Хун Да-вэй
- 1960 — Все по домам  / Tutti a casa — Кодегато
- 1966 — Утро благоразумного человека — Виве
- 1968 — Именем закона  / Qanun Naminə — Абсалам
- 1969 — Битва на Неретве — участие

### Режиссёрские работы
- 1972 — Следствие ведут ЗнаТоКи. Несчастный случай
- 1973 — Следствие ведут ЗнаТоКи. Побег
- 1975 — Следствие ведут ЗнаТоКи. Ответный удар
- 1985 — Следствие ведут ЗнаТоКи. Пожар

#### Телеспектакли
- 1976 — Ну, публика! (фильм-спектакль)
- 1983 — В городе хорошая погода (фильм-спектакль)
- 1985 — Такой странный вечер в узком семейном кругу (фильм-спектакль)
- 1988 — Брошь (фильм-спектакль)
- 1989 — Татуированная роза (фильм-спектакль)

##### Прочие фильмы-спектакли
- 1970 — Судьба Овода (фильм-спектакль)
- 1971 — Варшавский водевиль (фильм-спектакль)
- 1971 — Марат, Лика, Леонидик (фильм-спектакль)
- 1971 — Повесть о днях Василия Гулявина (фильм-спектакль)
- 1974 — Два часа в семье Дуганова (фильм-спектакль)
- 1977 — Отец большой семьи (фильм-спектакль)
- 1988 — Слуги старого века (фильм-спектакль)

#### Документальные фильмы
- 1982 — Тарас Шевченко (документальный фильм)

## Оценочные мнения
- Со слов Алексея Тремасова, Юрий Кротенко являлся небольшого роста, улыбчивым, с выразительным взглядом и идеально подходил на роли молодых героев, своих современников. В нём просматривался интересный драматический талант, однако режиссёры не спешили его использовать. По мнению киноведа, он вполне мог претендовать на большие роли, но вместо этого снимался в окружении главных героев и эпизодов. Также Алексей Тремасов подметил, что всё то немногое, что он успел сделать на экране, заслуживает внимания. Достаточно вспомнить яркие роли Кротенко в определённых фильмах, чтобы говорить о нём как о разноплановом артисте с интересным внутренним содержанием[2].